# Лассана Діарра
Не варто плутати з іншим колишнім півзахисником клубу «Реал Мадрид» Мамаду Діарра та півзахисником збірної Франції Алу Діарра
Лассана́ Діарра́ (фр. Lassana Diarra, нар. 10 березня 1985, Париж) — французький футболіст, півзахисник, що завершив кар'єру в 2019 році. Востаннє виступав за «Парі Сен-Жермен», найбільш відомий виступами за  «Реал Мадрид» та національну збірну Франції.

## Клубна кар'єра

### Ранні роки
Лассана Діарра почав свою професійну футбольну кар'єру у Франції в клубі «Гавр», звідки він після вдалих виступів в ролі опорного півзахисника зміг потрапити в молодіжну збірну Франції.

### Виступи в Англії
Після гри за збірну його помітили скаути лондонського «Челсі», які шукали заміну Клоду Макелеле, що вже був віковим футболістом і в недалекому майбутньому потребував заміни. У липні 2005 року Діарра перейшов в «Челсі» за 4,5 млн євро. Незважаючи на те, що в «Челсі» Діарра не отримував багато ігрової практики, він був названий найкращим молодим гравцем команди в сезоні 2005/2006. В сезоні 2006/2007 у зв'язку з епідемією травм серед гравців лінії захисту головний тренер Жозе Моурінью став використовувати Діарра як правого захисника. За час виступів у складі «аристократів» виборов титул чемпіона Англії, ставав володарем Кубка Англії та володарем Кубка англійської ліги. Тим часом до футболіста став проявляти інтерес лондонський «Арсенал», очолюваний французом Арсеном Венгером. «Челсі», беручи до уваги, що контракт з футболістом закінчувався в січні 2008 року, погодився на перехід Діарра в стан своїх конкурентів 31 серпня 2007 року.
Перейшовши в «Арсенал» за 3 млн євро, Діарра взяв собі 8-й номер, що звільнився після відходу з команди шведа Фредеріка Юнгберга. Арсен Венгер назвав Лассана дуже корисним гравцем для команди через його багатофункціональність. Проте Діарра грав мало і в підсумку зажадав трансферу.
11 січня 2008 року, лише через 5 місяців після приходу Діарра в «Арсенал», він перейшов в «Портсмут» за 7 млн євро. Головною причиною переходу, за словами гравця, стала недостатня ігрова практика в колишньому клубі, яка ставила під сумнів його участь в чемпіонаті Європи 2008 року. У «Портсмуті» він став гравцем основного складу, і його гра в клубі і в збірній привернула до нього інтерес європейських грандів.

### «Реал Мадрид»

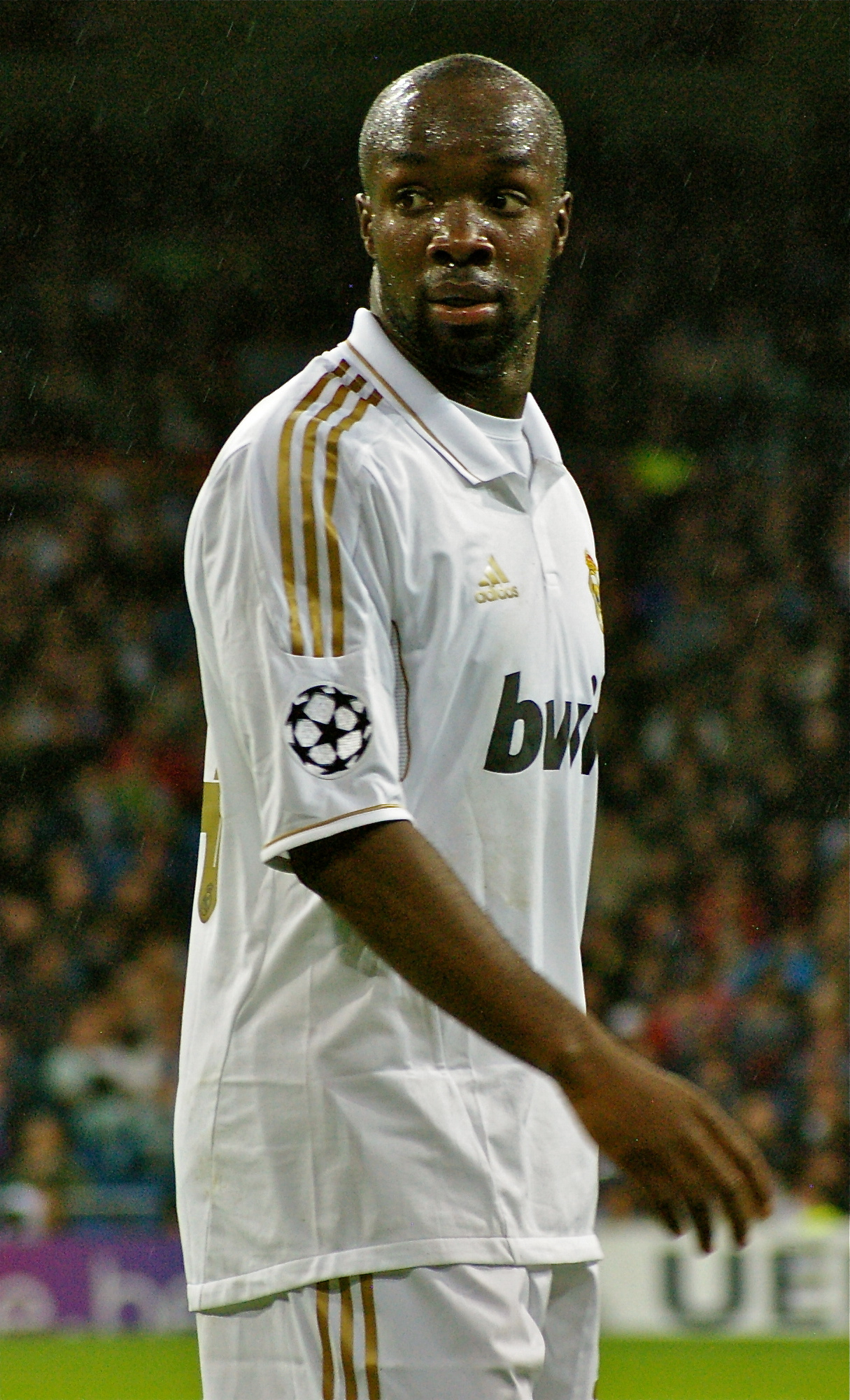
Діарра в «Реалі»

У середині грудня 2008 року «Портсмут» досяг домовленості з мадридським «Реалом» про трансфер футболіста за суму близько 20 млн євро. Офіційно перехід Діарра в «Реал» відбувся 1 січня 2009 року, в день відкриття трансферного вікна. У новій команді гравець отримав майку з номером Маммаду Діарра, який вибув через травми до кінця сезону. Для уникнення плутанини з однофамільцем, на майці написали прізвисько гравця, засноване на його імені — «Lass».
26 листопада 2011 року Діарра провів свій 100-й матч за «Реал» у всіх змаганнях.

### Виступи в Росії

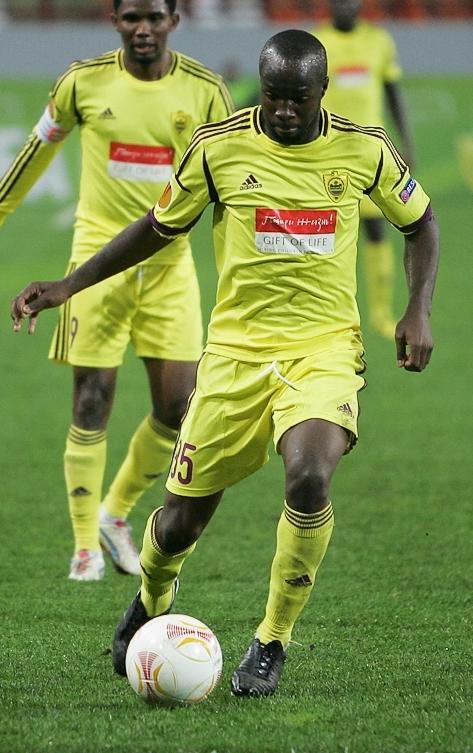
Лассана Діарра підл час виступів за «Анжі». 4 жовтня 2012 року.

1 вересня 2012 року футболіст підписав контракт з махачкалінським «Анжі» за системою «3+1». Трансфер обійшовся в суму близько 5 млн євро. У складі «Анжі» француз дебютував 16 вересня в грі восьмого туру проти «Краснодара», яку махачкалінці виграли 5:2. 20 жовтня 2012 року в матчі проти столичного «Спартака» отримав важку травму коліна внаслідок грубого підкату Кирила Комбарова та вибув на два місяці.
Внаслідок зміни стратегії розвитку махачкалинського клубу та відмови від дорогих гравців, 20 серпня 2013 року підписав 4-річний контракт з московським «Локомотивом». Сума трансферу склала 12 млн євро. У новій команді француз вибрав 85 номер. Дебютував 26 серпня в домашньому матчі проти «Ростова», вийшовши на заміну в другому таймі за рахунку 3:0. Матч завершився з рахунком 5:0 на користь «залізничників». У матчі 6-о туру проти петербурзького «Зеніту» був вилучений з поля за «фол останньої надії». 26 вересня забив свій перший гол за «Локомотив» у ворота єкатеринбурзького «Уралу» (3:0). Всього за 2013 рік отримав 3 червоних картки.
Перед початком сезону 2014/15 Діарра та Мбарк Буссуфа, що також перейшов з «Анжі» в «Локомотив» 2013 року, відмовилися приступити до тренувань з «Локомотивом», мотивуючи це поганими відносинами з головним тренером — Леонідом Кучуком. У підсумку «Локомотив» розірвав контракт з Діарра в односторонньому порядку, після чого було оголошено про підписання французом угоди з англійським «Квінз Парк Рейнджерс». Однак в останній момент угода зірвалася. 18 листопада 2014 року Діарра подав в УЄФА скаргу на московський клуб в зв'язку ситуацією зі своїм контрактом. 18 листопада 2014 року Діарра подав у УЄФА скаргу на московський клуб у зв'язку з ситуацією зі своїм контрактом — за даними ФІФА Діарра не є вільним агентом, тому в зимове трансферне вікно не зміг перейти в «Інтернаціонале».

### «Марсель»
24 липня 2015 року Діарра перейшов у «Марсель» в статусі вільного агента, контракт розрахований на чотири роки. При цьому, статус трансферу залишився невизначеним і справа про компенсацію «Локомотиву» буде розглядатися в Міжнародному спортивному суді в Лозанні (куди була подана апеляція на рішення ФІФА про виплату з боку Діарра 10,5 млн євро). За півтора року відіграв за команду з Марселя 37 матчів в національному чемпіонаті. На початку сезону 2016/17 він був обраний капітаном команди, однак вже за кілька місяців з приходом на тренерську лаву Руді Гарсії Діарра втратив і капітанську пов'язку, і місце в основному складі. У лютому 2017 Ласс Діарра розірвав контракт з клубом за згодою сторін.

### «Аль-Джазіра»
У квітні 2017 року Діарра, який два місяці не мав ігрової практики, перейшов до клубу «Аль-Джазіра» з Абу-Дабі. Провівши за клуб лише п'ять матчів, у грудні він розірвав контракт із клубом за обопільною згодою.

### «Парі Сен-Жермен»
У січні 2018 повернувся до Франції, на правах вільного агента підписавши контракт з «Парі Сен-Жермен».
У лютому 2019 завершив розірвав контракт з парижанами та вирішив завершити спортивну кар'єру.

## Виступи за збірні
Протягом 2005–2006 років залучався до складу молодіжної збірної Франції. На молодіжному рівні зіграв у 18 офіційних матчах.
2007 року дебютував в офіційних матчах у складі національної збірної Франції.
У складі збірної був учасником чемпіонату Європи 2008 року в Австрії та Швейцарії, проте там не зіграв жодного матчу, а збірна не змогла вийти з групи. На чемпіонат світу 2010 року Діарра не поїхав через виявлене спадкове захворювання шлунка.
2013 року Лассана відмовився грати за збірну Франції, мотивувавши це тим, що Лоран Блан та Дідьє Дешам його ігнорували після невдалого виступу збірної на ЧС-2010. У 2015—16 роках повернувся до збірної.
Провів у формі головної команди країни 34 матчі.
| Дата       | Місто     | Господарі         | Результат  | Гості             | Турнір            | Голи | Примітки |
| ---------- | --------- | ----------------- | ---------- | ----------------- | ----------------- | ---- | -------- |
| 24-03-2007 | Каунас    | Литва             | 0 – 1      | Франція           | Відбір до ЧЄ 2008 | -    | 79'      |
| 28-03-2007 | Сен-Дені  | Франція           | 1 – 0      | Австрія           | товариський матч  | -    |          |
| 02-06-2007 | Сен-Дені  | Франція           | 2 – 0      | Україна           | Відбір до ЧЄ 2008 | -    | 81'      |
| 08-09-2007 | Мілан     | Італія            | 0 – 0      | Франція           | Відбір до ЧЄ 2008 | -    |          |
| 12-09-2007 | Париж     | Франція           | 0 – 1      | Шотландія         | Відбір до ЧЄ 2008 | -    |          |
| 13-10-2007 | Торсгавн  | Фарерські острови | 0 – 6      | Франція           | Відбір до ЧЄ 2008 | -    | 73'      |
| 17-10-2007 | Нант      | Франція           | 2 – 0      | Литва             | Відбір до ЧЄ 2008 | -    | 70'      |
| 16-11-2007 | Сен-Дені  | Франція           | 2 – 2      | Марокко           | товариський матч  | -    |          |
| 21-11-2007 | Київ      | Україна           | 2 – 2      | Франція           | Відбір до ЧЄ 2008 | -    |          |
| 06-02-2008 | Малага    | Іспанія           | 1 – 0      | Франція           | товариський матч  | -    |          |
| 27-05-2008 | Гренобль  | Франція           | 2 – 0      | Еквадор           | товариський матч  | -    |          |
| 31-05-2008 | Тулуза    | Франція           | 0 – 0      | Парагвай          | товариський матч  | -    | 46'      |
| 03-06-2008 | Сен-Дені  | Франція           | 1 – 0      | Колумбія          | товариський матч  | -    | 65'      |
| 20-08-2008 | Гетеборг  | Швеція            | 2 – 3      | Франція           | товариський матч  | -    | 31'      |
| 06-09-2008 | Відень    | Австрія           | 3 – 1      | Франція           | Відбір до ЧС 2010 | -    |          |
| 10-09-2008 | Сен-Дені  | Франція           | 2 – 1      | Сербія            | Відбір до ЧС 2010 | -    |          |
| 11-02-2009 | Марсель   | Франція           | 0 – 2      | Аргентина         | товариський матч  | -    |          |
| 28-03-2009 | Каунас    | Литва             | 0 – 1      | Франція           | Відбір до ЧС 2010 | -    |          |
| 01-04-2009 | Сен-Дені  | Франція           | 1 – 0      | Литва             | Відбір до ЧС 2010 | -    |          |
| 05-06-2009 | Ліон      | Франція           | 1 – 0      | Туреччина         | товариський матч  | -    |          |
| 12-08-2009 | Торсгавн  | Фарерські острови | 0 – 1      | Франція           | Відбір до ЧС 2010 | -    |          |
| 05-09-2009 | Сен-Дені  | Франція           | 1 – 1      | Румунія           | Відбір до ЧС 2010 | -    |          |
| 09-09-2009 | Белград   | Сербія            | 1 – 1      | Франція           | Відбір до ЧС 2010 | -    | 79'      |
| 10-10-2009 | Генгам    | Франція           | 5 – 0      | Фарерські острови | Відбір до ЧС 2010 | -    | 90+4'    |
| 14-11-2009 | Дублін    | Ірландія          | 0 – 1      | Франція           | Відбір до ЧС 2010 | -    |          |
| 18-11-2009 | Сен-Дені  | Франція           | 1 – 1 д.ч. | Ірландія          | Відбір до ЧС 2010 | -    |          |
| 03-03-2010 | Сен-Дені  | Франція           | 0 – 2      | Іспанія           | товариський матч  | -    |          |
| 11-08-2010 | Осло      | Норвегія          | 2 – 1      | Франція           | товариський матч  | -    | 46'      |
| 08-10-2015 | Ніцца     | Франція           | 4 – 0      | Вірменія          | товариський матч  | -    |          |
| 13-11-2015 | Сен-Дені  | Франція           | 2 – 0      | Німеччина         | товариський матч  | -    | 80'      |
| 17-11-2015 | Лондон    | Англія            | 2 – 0      | Франція           | товариський матч  | -    | 57'      |
| 25-3-2016  | Амстердам | Нідерланди        | 2 – 3      | Франція           | товариський матч  | -    | 46'      |
| 29-3-2016  | Сен-Дені  | Франція           | 4 – 2      | Росія             | товариський матч  | -    |          |
| 30-5-2016  | Нант      | Франція           | 3 – 2      | Камерун           | товариський матч  | -    | 46'      |
| Усього     |           | Матчів            | 34         |                   | Голів             | 0    |          |

## Титули та досягнення
«Челсі»
- Чемпіон Англії: 2005-06
- Володар Суперкубка Англії з футболу: 2005
- Володар Кубка Англії: 2006-07
- Володар Кубка Футбольної ліги: 2006/07

«Портсмут»
- Володар Кубка Англії: 2007-08

«Реал Мадрид»
- Чемпіон Іспанії: 2011-12
- Володар Суперкубка Іспанії: 2012
- Володар Кубку Іспанії: 2010-11

ПСЖ
- Чемпіон Франції: 2017-18
- Володар Кубку французької ліги: 2017-18
- Володар кубка Франції: 2017-18
- Володар Суперкубка Франції: 2018

Особисті
- Найкращий молодий гравець «Челсі»: 2006